# 布哈傑爾
36°30′11″N 8°06′19″E / 36.50306°N 8.10528°E
布哈傑爾（阿拉伯语：‎），是阿爾及利亞的城鎮，位於該國東北部，由塔里夫省負責管轄，是布哈傑爾區的首府，面積92平方公里，海拔高度243米，2008年人口20,215，人口密度每平方公里220人。